# Proyecto FF
El Proyecto FF o Fat Fucker fue un proyecto de la Agencia Central de Inteligencia en Egipto, destinado a presionar al rey Farouk para que realizara reformas políticas. El proyecto fue planeado por el director de la CIA Allen Dulles, el Secretario de Estado Dean Acheson, el agente de la CIA Kermit "Kim" Roosevelt Jr. y el Jefe de la Estación de la CIA en El Cairo, Miles Copeland, Jr.
El historiador Matthew F. Holland escribió: "La idea de Kim era orquestar una 'revolución pacífica' en Egipto para reemplazar el corrupto sistema político en Egipto con una dictadura progresiva bajo el rey que estaría más sujeto al control estadounidense. Copeland había nombrado extraoficialmente la operación 'Project FF', el 'FF' que representa de forma poco halagüeña 'gordo hijo de puta'".
Sin embargo, debido a la falta de voluntad de Farouk para cambiar, el proyecto se movió para apoyar su derrocamiento, y Roosevelt se reunió en secreto con el Movimiento de Oficiales Libres, que derrocó a Farouk en un golpe de Estado dirigido por el general Muhammad Naguib y Coronel Gamal Abdel Nasser el 23 de julio de 1952. Miles Copeland afirmó que Estados Unidos habría brindado apoyo para que el nuevo régimen de Nasser fuera "a prueba de golpes", ayudando a establecer la nueva Agencia General de Inteligencia (Al-Mukhabarat el Aam) inspirada en la Agencia Central de Inteligencia estadounidense y exasesores alemanes nazis para crear el nuevo aparato de seguridad.
La "Operación Fat Fucker" se utilizó como modelo para la "Operación Ajax" en el golpe de Estado iraní del próximo año 1953 para derrocar al primer ministro Mohammad Mosaddegh.